# Ralf Matzka
Ralf Matzka (Villingen-Schwenningen, 24 de agosto de 1989) es un ciclista alemán. Debutó en 2008 con el equipo Ista y desde la temporada 2013 corrió con el equipo NetApp-Endura, renombrado como Bora-Argon 18 en la temporada 2015.
El 3 de marzo de 2016 se informó que dio positivo por tamoxifeno en un control antidopaje. Finalmente se le impuso una sanción de dos años hasta el 27 de noviembre de 2018.

## Palmarés
2008
- 1 etapa del Tour de Corea

2010
- 1 etapa de la Flèche du Sud